# Руссков, Гавриил Гавриилович
Гавриил Гавриилович Руссков (26 марта 1901 года, деревня Астафьево, Московская губерния, Российская империя — 12 февраля 1970 года, Москва, СССР) — советский военачальник, полковник (1943 год).

## Биография
Родился 26 марта 1901 года в деревне Астафьево, ныне расположенной в сельском поселении Порецкое Можайского района Московская области. Русский.

### Военная служба

#### Гражданская война
В марте 1920 года был призван в РККА и направлен в 5-й запасной Московский полк. 2 июня он был зачислен курсантом на 2-е Московские командные пехотные курсы. В их составе в марте 1921 года принимал участие в подавлении Кронштадтского мятежа (восстания). По окончании курсов в декабре 1921 года назначен командиром взвода в 6-ю Тульскую учебно-кадровую бригаду в Москве.

#### Межвоенные годы
В марте 1922 года Руссков был переведен в 105-й Подольский стрелковый полк. Через месяц с маршевой ротой убыл в Петроград и влился в 1-й милиционный Петроградский полк. В 1923 года он был переименован в 58-й Петроградский стрелковый полк в составе 20-й стрелковой дивизии. В этом полку проходил службу командиром отделения, командиром стрелкового взвода и взвода полковой школы, командиром роты.
В октябре 1929 года направлен в Ленинградскую пехотную школу, где занимал должности курсового командира, помощника командира роты, помощника начальника строевого отделения школы. В июне 1934 года был переведён командиром роты курсантов в Омскую пехотную школу им. М. В. Фрунзе.
С марта 1936 года командовал батальоном в 213-м стрелковом полку 71-й стрелковой дивизии СибВО. С декабря 1937 по август 1938 года проходил подготовку на курсах «Выстрел», по окончании обучения назначен помощником начальника 4-го отделения 1-го отдела штаба 1-й Отдельной Краснознамённой армии в городе Ворошилов. С декабря 1939 года занимал должность начальника отделения по командному составу Управления фронтовой группы. В августе 1940 года переведен в МВО на должность помощника командира по строевой части 394-го стрелкового полка 110-й стрелковой дивизии, формировавшейся в Туле. В дальнейшем дивизия вошла в состав 61-го стрелкового корпуса.

#### Великая Отечественная война
22 июля 1941 года майор Руссков был назначен начальником 2-го отделения штаба 2-й стрелковой дивизии народного ополчения Сталинского района Москвы. По завершении сформирования она убыла  в 32-ю армию. С 20 августа 1941 года Руссков исполнял должность коменданта штаба армии. В начале октября 32-я армия в составе войск Резервного фронта вела оборонительные бои под Вязьмой, где была окружена. Лишь 18 октября Русскову удалось с командой артиллеристов выйти к своим войскам в районе Можайска в форме и с оружием. После проверки он был назначен старшим помощником начальника 1-го отделения 1-го отдела штаба 33-й армии Западного фронта. В этой должности участвовал в битве под Москвой, в Можайско-Малоярославецкой и Наро-Фоминской оборонительных операциях. С началом контрнаступления под Москвой войска армии с 12 декабря 1941 года вели наступление на боровском направлении, участвовали в освобождении городов Наро-Фоминск, Боровск, Верея.
С 25 января 1942 года майор Руссков вступил в командование 1289-м стрелковым полком 110-й стрелковой дивизии. Участвовал с ним в Ржевско-Вяземской наступательной операции. К началу февраля части дивизии в составе армии вышли на подступы к Вязьме. Однако противнику удалось сильными контрударами отрезать войска армии от главных сил фронта. До июня дивизия вела тяжелые бои в окружении в районе Вязьмы, а после прорыва к своим войскам была выведена на переформирование. За боевые отличия в этих боях подполковник  Руссков был награжден орденом Красного Знамени.
С февраля 1943 года  Руссков вступил в командование 35-й стрелковой бригадой Западного фронта, а с 19 июня был допущен к исполнению должности заместителя командира 42-й стрелковой дивизии. С 16 июля по 28 ноября 1943 года состоял в резерве Ставки ВГК, окончил  ускоренный курс Высшей военной академии им. К. Е. Ворошилова, затем вновь был в распоряжении Военного совета Западного фронта.
10 декабря 1943 года полковник Руссков допущен к командованию 42-й стрелковой дивизией, входившей в состав 33-й армии. В период с 28 по 31 декабря при вводе в бой ее частей проявил неорганизованность. Дивизия опоздала с выходом в исходное положение для наступления,  командир дивизии Руссков потерял ориентировку и управление полками. За это Руссков был отстранен от должности и в начале января 1944 года назначен заместителем командира 222-й стрелковой дивизии. В боях за город Витебск 3 марта 1944 года Руссков был тяжело ранен, в результате чего потерял ногу. До конца августа находился на лечении в госпитале, затем состоял в распоряжении ГУК НКО.
5 ноября 1944 года полковник Руссков уволен в запас по болезни.

#### Послевоенное время
После войны Руссков с семьей переехал  из Тулы в Москву. Работал инженером на деревообрабатывающем комбинате вплоть до выхода на пенсию в 1953 году.

## Награды
- два ордена Красного Знамени (17.09.1942[3], 03.11.1944[4])

медали, в том числе:
- - «За оборону Москвы»
  - «За победу над Германией в Великой Отечественной войне 1941—1945 гг.»